# Валхаузен (Рајна-Палатинат)
Валхаузен (њем. Walhausen) општина је у њемачкој савезној држави Рајна-Палатинат. Једно је од 92 општинска средишта округа Кохем-Цел. Према процјени из 2010. у општини је живјело 215 становника. Посједује регионалну шифру (AGS) 7135088.

## Географски и демографски подаци
Валхаузен се налази у савезној држави Рајна-Палатинат у округу Кохем-Цел. Општина се налази на надморској висини од 440 метара. Површина општине износи 2,3 km². У самом мјесту је, према процјени из 2010. године, живјело 215 становника. Просјечна густина становништва износи 95 становника/km².